# Masters de Roma 1989
El Abierto de Italia 1989 fue la edición del 1989 del torneo de tenis Masters de Roma. El torneo masculino fue un evento del circuito ATP 1989 y se celebró desde el 15 de mayo hasta el 21 de mayo.  El torneo femenino fue un evento de la Tier II 1989 y se celebró desde el 8 de mayo hasta el 14 de mayo.

## Campeones

### Individuales Masculino
Alberto Mancini vence a  Andre Agassi, 6–3, 4–6, 2–6, 7–6, 6–1

### Individuales Femenino
Gabriela Sabatini vence a  Arantxa Sánchez Vicario, 6–2, 5–7, 6–4

### Dobles Masculino
Jim Courier /  Pete Sampras vencen a  Danilo Marcelino /  Mauro Menezes, 6–4, 6–3

### Dobles Femenino
Elizabeth Smylie /  Janine Tremelling vencen a  Manon Bollegraf /  Mercedes Paz, 6–4, 6–3